# Ulme
Ulme is een plaats (freguesia) in de Portugese gemeente Chamusca en telt 1 502 inwoners (2001).